# Ruido de fondo de internet
El ruido de fondo de Internet (del inglés Internet background noise, IBN), también conocida como radiación de fondo de Internet, se compone de paquetes de datos en Internet que están dirigidos a direcciones IP o puertos donde no hay dispositivo de red configurado para recibirlas. Estos paquetes de ruido contienen normalmente mensajes de control de red o contenido comercial no solicitado o son el resultado de los análisis de puertos y las actividades de gusanos. El gusano Conficker, en particular, es responsable del 70% del ruido de fondo generado por los virus en busca de nuevas víctimas. Además de las actividades maliciosas, hardware mal configurado y las fugas de las redes privadas son también fuentes de ruido de fondo. Por ejemplo, algunos módems DSL tiene una dirección IP no modificable para buscar la hora correcta. Como el número de estos módems creció, la cantidad de tráfico de Internet que genera también aumentó.
En noviembre de 2010, se estimaba que 5,5 gigabits de ruido de fondo se generaba cada segundo. También se cree[¿quién?] que un usuario moderno pierde cerca de 20 bits por segundo para el tráfico no solicitado. Durante la década pasada, la cantidad de ruido de fondo de una sección del bloque de direcciones IPv4 que contiene 17 millones de direcciones, se ha incrementado de 1 a 50 Mbps. El nuevo diseño del protocolo IPv6, que cuenta con un espacio de direcciones mucho más grande, hará que sea más difícil que los virus para escanear los puertos y también limitar el impacto de los equipos mal configurados.
El ruido de fondo de Internet ha sido utilizado para detectar cambios significativos en el tráfico de Internet y la conectividad durante los disturbios políticos de 2011 desde bloques de direcciones IP que se geolocalizaban en Libia.
La retrodispersión (backscatter) es un término acuñado por Vern Paxson para describir el ruido de fondo de Internet como resultado de un ataque DDoS utilizando múltiples direcciones falsificadas. Este ruido de retrodispersión es utilizado por los telescopios de la red para observar indirectamente los ataques a gran escala en tiempo real.

## Tipos de tráfico típico
Los tipos de tráfico son normalmente los siguientes:
- terminales de telefonía IP mal configurados (paquetes dirigidos a 1.1.1.1)
- tráfico generado por gusanos informáticos:
  - paquetes dirigidos a puertos TCP 445 (Conficker) y TCP (Blaster)
  - escaneos de red (ataques SYN)
- tráfico mal configurado desde redes privadas (RFC 1918)

Para el caso de IPv6, la ocurrencia de escaneo de direcciones es menor, pero aparece por su parte tráfico producto de errores de configuración en redes, las que al tener IPv4 simultáneamente, pasan desapercibidas.